# Ianthella homei
Ianthella homei är en svampdjursart som beskrevs av Gray 1869. Ianthella homei ingår i släktet Ianthella och familjen Ianthellidae. Inga underarter finns listade i Catalogue of Life.